# 斯維亞托耶湖 (莫斯科州)

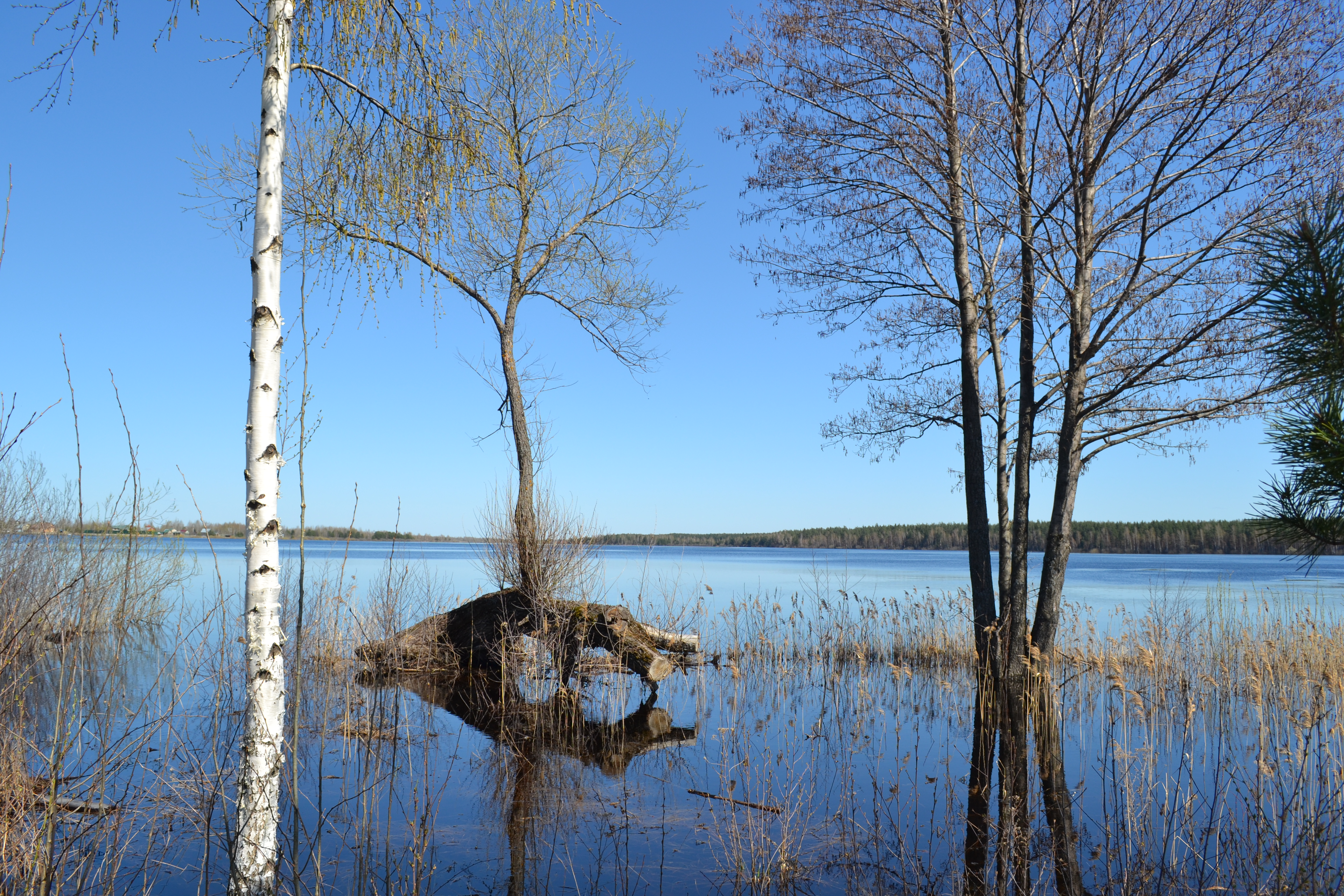

55°14′56″N 40°03′54″E / 55.2489°N 40.0649°E
斯維亞托耶湖（俄语：Святое озеро），是俄羅斯的湖泊，位於該國西部，由莫斯科州和梁贊州負責管轄，長4.2公里、寬1.1公里，面積4.3平方公里，海拔高度112米，最大水深4.4米。